# Floorball Champions Cup 2021
Der IFF Floorball Champions Cup 2021 sollte die zehnte Spielzeit unter dieser Bezeichnung und die 28. insgesamt sein. Das Turnier sollte am 9. und 10. Januar 2021 in Winterthur, Schweiz, gespielt werden, wurde aber am 6. November 2020 aufgrund der vorherrschenden epidemiologischen Situation abgesagt. Spielort wäre die 2'000 Zuschauer fassende Axa-Arena gewesen. Als Organisator trat der HC Rychenberg Winterthur auf.

## Männer

### Teilnehmer
- SC Classic (Erster der abgebrochenen F-Liiga 2019/20)
- IBF Falun (Meister der Swedish Super League 2019/20)
- SV Wiler-Ersigen (Erster der abgebrochenen Nationalliga A 2019/20)
- Technology Florbal Mladá Boleslav (Erster der abgebrochenen Superliga florbalu 2019/20)

### Halbfinale
| 9. Januar 2021 00:00 Uhr |  | SC Classic | nicht stattgefunden (:, :, :) | Technology Florbal Mladá Boleslav |  |

| 9. Januar 2021 00:00 Uhr |  | IBF Falun | nicht stattgefunden (:, :, :) | SV Wiler-Ersigen |  |

### Finale
| 10. Januar 2021 00:00 Uhr |  |  | nicht stattgefunden (:, :, :) |  |  |

## Frauen

### Teilnehmer
- Pixbo Wallenstam IBK (Vizemeister der Swedish Super League 2019/20) 1
- Piranha Chur (Erster der abgebrochenen Nationalliga A 2019/20)
- Porvoon Salibandyseura (Erster der abgebrochenen F-Liiga 2019/20)
- 1. SC TEMPISH Vítkovice (Erster der abgebrochenen Extraliga 2019/20)

### Halbfinale
| 9. Januar 2021 00:00 Uhr |  | Pixbo Wallenstam IBK | nicht stattgefunden (:, :, :) | Porvoon Salibandyseura |  |

| 9. Januar 2021 00:00 Uhr |  | Piranha Chur | nicht stattgefunden (:, :, :) | 1. SC TEMPISH Vítkovice |  |

### Finale
| 10. Januar 2021 00:00 Uhr |  |  | nicht stattgefunden (:, :, :) |  |  |